# Hudiksvall (Gemeinde)
Koordinaten: 61° 44′ N, 17° 6′ O

Hudiksvall ist eine Gemeinde (schwedisch kommun) in der schwedischen Provinz Gävleborgs län und der historischen Provinz Hälsingland. Der Hauptort der Gemeinde ist Hudiksvall.
Durch die Gemeinde führt die Europastraße 4 und die Eisenbahnlinie Gävle – Sundsvall.

## Geographie
Die Gemeinde erstreckt sich etwa 50 Kilometer entlang der Ostseeküste und folgt dem Lauf des Flusses Svågan etwa 90 Kilometer nach Nordwesten in das Landesinnere.

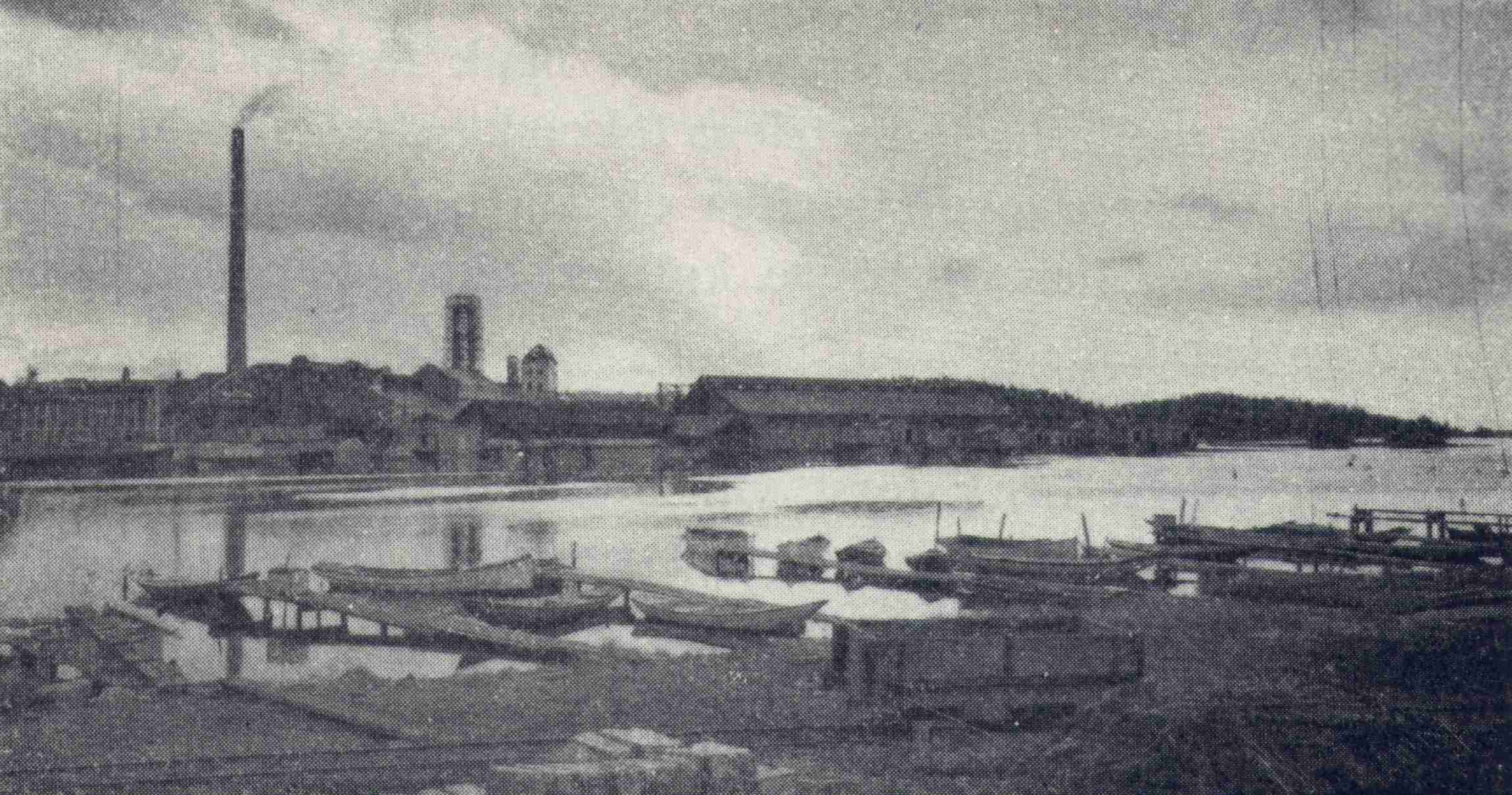
Iggesunds Fabrik 1923

Im Zentrum der Gemeinde liegen die Seen Norra Dellen und Södra Dellen, die in einem Becken von ca. 22 km Durchmesser liegen, das durch einen Meteoriteneinschlag vor ca. 250 Mio. Jahren entstanden ist. Dort befindet sich auch der Ort Delsbo, das Zentrum eines landwirtschaftlich intensiv genutzten Gebietes mit mehr als 20 Dörfern.
Die Küste ist stark gegliedert und ihr sind zahlreiche Inseln vorgelagert. An der Bucht Hudiksvallsfjärden liegt die Stadt Hudiksvall, während etwa zehn Kilometer südlich an der Mündung des Delångersån in den Bottnischen Meerbusen der wichtige Industrieort Iggesund liegt.

## Geschichte
Die Stadt wurde 1582 von König Johann III. von Schweden gegründet, der die Bewohner von Hudik an die Küste umsiedelte.
Die Stadt brannte in ihrer Geschichte rund ein Dutzend Mal nieder. Die bedeutendsten Schäden wurden von den Russen 1721 verursacht. Bei diesem Feuer blieb nur die Kirche erhalten. Die heutige Straßenführung erhielt Hudiksvall 1792 nach einem weiteren Feuer.

## Wirtschaft
Der Hauptort bildet ein wichtiges Dienstleistungszentrum. Nach der Gemeindeverwaltung ist der Provinziallandtag von Gävleborgs län der zweitgrößte Arbeitgeber. Auch die Industrie spielt eine wichtige Rolle. Neben Betrieben in Hudiksvall ist Iggesund ein wichtiger Industrieort (Iggesund Paperboard AB und Iggesund Timber AB).

## Orte
Folgende Orte sind Ortschaften (tätorter):
- Delsbo
- Edsta
- Enånger
- Friggesund
- Hålsjö
- Hudiksvall
- Iggesund
- Njutånger
- Näsviken
- Sörforsa